# کیک کرانسه
کیک کرانسه (به نروژی: Kransekake)، نوعی دسر سنتی در کشورهای نروژ و دانمارک است. معمولاً در مناسبت‌های ویژه نظیر عروسیها، غسل تعمید، کریسمس و جشن سال نو میلادی تهیه و خورده می‌شود. کیک کرانسه به شکل یک سری حلقه‌های کیک متحد المرکز است که هر یک در بالای دیگری قرار گرفته و بر روی هم تشکیل مخروطی را داده‌اند که از بالا به پایین شیب تندی دارد. این کیک از بادام، شکر و سفیده تخم مرغ درست می‌شود. نوعی که در مراسم عروسی استفاده می‌شود overflødighedshorn (شاخ فراوانی) نامیده می‌شود و به شکل قیف یا شاخی است که داخل آن از شکلات، بیسکویت، و سایر شیرینی‌های کوچک پر می‌شود. گاهی نیز یک بطری شراب در مرکز قرار داده می‌شود.

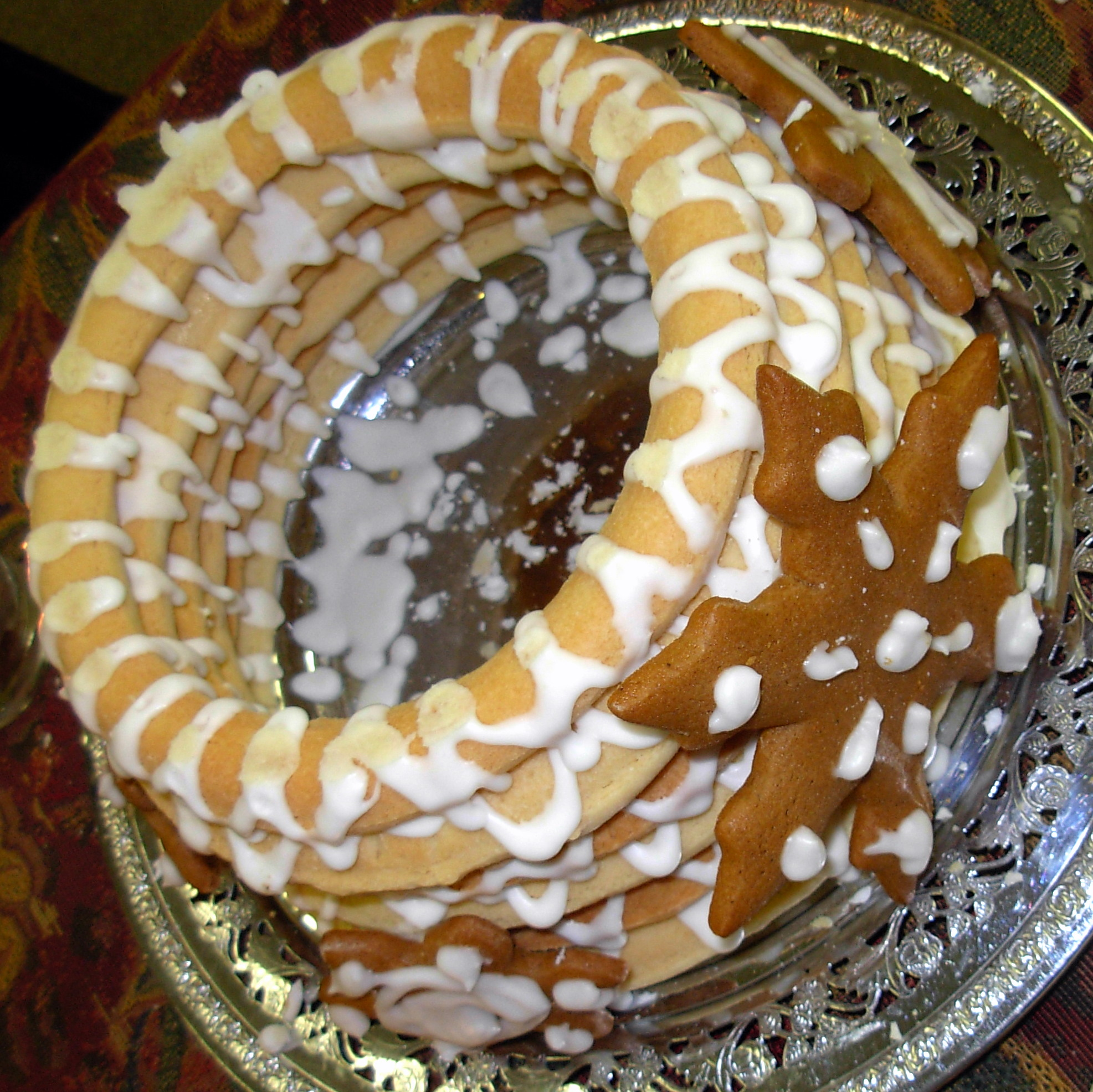
حلقه‌ها و داخل کیک